# César pro nejlepšího producenta
César pro nejlepšího producenta (César du meilleur producteur) byla jedna z kategorií francouzské filmové ceny César, která se udělovala v letech 1996–1997. Od roku 2008 se nejlepšímu filmovému producentovi uděluje Prix Daniel-Toscan-du-Plantier.

## Vítězové a nominovaní
- 1996: Nenávist — Christophe Rossignon
  - Nelly a pan Arnaud — Alain Sarde
  - Strážní andělé — Alain Terzian
  - Le bonheur est dans le pré — Charles Gassot
  - Manželství po francouzsku — Claude Berri

- 1997: Mikrokosmos — Jacques Perrin